# سامية أقريو
سامية أقريو (مواليد 28 مايو 1972) هي ممثلة ومخرجة أفلام ومقدمة تلفزيونية مغربية. شاركت في عدة أفلام ومسلسلات مغربية.

## النشأة
وُلدت سامية أقريو عام 1972 بمدينة شفشاون بالمغرب. درست وتخرجت من المعهد العالي للفن المسرحي والتنشيط الثقافي والمعهد العالي للدراما الوطنية بباريس.

## مسيرتها الفنية
بدأت مشوارها في المسرح من خلال تقديم عدة أعمال، ثم السينما في فيلم (لالة حبي) لمحمد عبد الرحمن التازي الذي حقق شهرة كبيرة لدى الجمهور. عملت في أفلام خدع النساء لفريدة بليزيد، أصدقاء الأمس لحسن بنجلون وعلي، ربيعة وآخرين... أحمد بولان.
في حوار مع إحدى المجلات الفنية المتخصصة تحدثت سامية أقريو عن تجربتها التلفزيونية وتأثيرها على صورتها كفنانة وعن مشاركتها السابقة في تقديم برنامج أسر وحلول وهو عمل اجتماعي محض لأن الأسرة المغربية تفتقد لبرنامج خاص بها يكون موضوعه مناقشة همومها الخاصة وله بعد تثقيفي يهتم بشريحة لا تجد لها متنفسا أو برنامجا يعبر عنها في التلفزيون المغربي لأنه بالأساس يقدم بالدارجة.
وجوابا على سؤال عن تكوينها الخاص وهل يعتبر حاسما في اختيارها لتقديم برنامج «أسر وحلول» سابقا، قالت أنها «بنت الشعب» قبل الحديث عن التكوين وأنها تنطلق من انتمائها للمجتمع الدي عاشت فيه فهي لاتنسى جذورها، وأعربت عن فخرها بالانتماء إلى المنطقة الشمالية وتشتهر أقريو بلكنتها الشمالية المميزة.
كما تحدثت عن مشاركتها في مسرحية بنات لالة منانة رفقة وجوه نسائية فقط معتبرة أن التجربة حكمت عليها مجموعة من المعطيات من بينها النص والممثلات التي تقاسمن مجموعة من الأشياء أولها الدراسة وثانيها عشق كاتب اسمه غارسيا لوركا الذي طبع مسار أقريو الأكاديمي معتبرة أن بعض الأسماء الإبداعية تطبع المسار التكويني للفنانين والصحفيين وتأثر في شخصياتهم.
واعتبرت هذه التجربة خطوة أولية نحو تأسيس مسرح نسائي قائم بذاته ولا تعترض على وجود عنصر رجالي يمكنه تقديم إضافة للعمل.
كما قامت بتجربة في الإخراج وقدمت الفيلم السينمائي العاطي الله بطولة رشيد الوالي ومريم الزعيمي كما شاركت في إخراج الجزء الثاني من مسلسل سر المرجان رفقة كل من المخرج شوقي العوفير والممثلة والمخرجة نورة الصقلي بالإضافة إلى سيد كوم الدرب.

## أعمالها
- البحث عن زوج امرأتي 2 (فيلم) 1996
- مسرحية كيد الرجال2000[5][6]
- النية تغلب (فيلم)
- أنا وياك (سيتكوم) 2004
- محاين الحسين (فيلم) 2005
- أنا وياك 2 (سيتكوم) 2005
- رمانة وبرطال 2005 - 2007
- رحيمو 2007
- راس المحاين (فيلم) 2009
- الحسين والصافية 2011
- ماريا نصار (مسلسل) 2004
- كيد النساء (فيلم 1999)
- مسرحية بنات لالة منانة
- الدار البيضاء يا الدار البيضاء 2008
- مسلسل بنات لالة منانة 1 2012
- مسلسل بنات لالة منانة 2 2013
- الخواسر 2015
- نجمة وقمر 2015
- L'homme qui brodait des secrets
- Le café de la plage
- Au-delà de Gibraltar
- Le harem de Mme Osmane
- سر المرجان 2016
- مسلسل سر المرجان الجزء 2 -2017
- فيلم اخر الفرسان
- فيلم السعيدية = ضيفة شرف
- سيتكوم الدرب 2018
- 2019: الدار المشروكة
- 2020: مسلسل ياقوت وعنبر
- 2022: مسلسل صافي سالينا
- 2022: فيلم 7 ليالي
- 2022: مسلسل بغيت حياتك

### أعمال أشرفت على أخراجها
- 2021: فيلم تلفزي الشريف مول البركة
- 2022: مسلسل بغيت حياتك (إضافة لكونها ممتلة فيها شاركة كمخرجة للوحدة الثانية)
- 2023: سيتكوم أمولا نوبة
- 2024: مسلسل دار النسا

## وصلات خارجية
- سامية أقريو على موقع IMDb (الإنجليزية)
- سامية أقريو على موقع قاعدة بيانات الأفلام العربية
- سامية أقريو على موقع ألو سيني (الفرنسية)
- سامية أقريو على موقع أول موفي (الإنجليزية)
- سامية أقريو على موقع قاعدة بيانات الفيلم (الإنجليزية)
- سامية أقريو على موقع كينوبويسك (الروسية)